# Feindrehstar
Feindrehstar ist eine Band aus Jena. Die Gruppe wird dem House, Afrobeat und Funk zugerechnet.

## Geschichte
Gegründet wurde Feindrehstar 1997 von Friedemann Ziepert (Schlagzeug), Kalle Mille (Trompete), Steffen Landeck (Bass), DJ Légères (DJ) und Metaboman (Sprechgesang). Anfangs spielte die Band live Hip-Hop, nach dem Ausscheiden des MCs spezialisierte sich die Band auf tanzbare Instrumentalmusik.

## Diskografie
Alben
- 2000: Madame Jacksons (Human Instinct)
- 2010: Vulgarian Knights (Musik Krause / Freude am Tanzen)
- 2015: Love & Hoppiness (Musik Krause / Freude am Tanzen)[2]

Singles
- 2006: Dancetrack (Sonar Kollektiv)

## Auszeichnungen
- 2008: Creole Weltmusikpreis Mitteldeutschland[3][4]